# 哈尔滨市第三中学校
哈尔滨市第三中学校位于中国黑龙江省哈尔滨市南岗区，是黑龙江省省级重点中学。学校曾设有初中部和高中部，现仅有高中部。哈尔滨市第三中学简称“哈三中”，被哈尔滨人直称为“三中”，其高中部是目前黑龙江省内教学水平、高考升学率、重点大学录取率最高的学校。学校目前建有两个校区，其中老校区位于哈尔滨市中心，是哈尔滨市二类保护建筑；新校区位于哈尔滨市群力新区。其中，哈三中南岗校区（俗称“南三”）是哈尔滨市中考分数线最高的学校（校区），“南三”一班和二班为“尖刀班”，招收全哈尔滨市中考前120名的学生。

## 历史
哈尔滨市第三中学成立于1923年10月，创办人是中东铁路公司督办王景春。学校成立时名为“中东铁路普育学校”，位于当时的莫斯科商场2号房，即现在的黑龙江省博物馆内。1926年，随着中华民国政府逐步收回了一些沙皇俄国在中东铁路附属地内非法侵占的中国主权，哈三中于1926年8月被中华民国东省特别区教育局接管，1927年改名为“东省特别区第三中学”。1928年迁往学校现在老校区所在的地址：哈尔滨市南岗区果戈里大街415号。
九·一八事变爆发后，学校校园被满洲国第四军管区占用，学校被迫与位于哈尔滨市道外区景阳街的第二中学合并，这期间学校先后改名为“东省特别区区立师范”、“第二中学”、“第三中学”、“滨江省立哈尔滨市第三国民高等学校”。
1946年中国人民解放军进驻哈尔滨，哈尔滨归当时的松江省管辖，学校也改名为“松江省立第二中学”。1954年3月，学校迁回老校区现址，并改名为“哈尔滨市第二中学”，被确立为哈尔滨市重点中学。1964年金日成访问学校后，校名被正式恢复为“哈尔滨市第三中学”。
文化大革命期间，学校正常的教学制度被完全破坏，虽然仍在上课，但是内容多达不到课程的要求。当时代理校长职位的张大文先生曾经遭到批斗。
1978年，哈三中被正式确立为黑龙江省省级重点中学，自此发展迅速，师资力量雄厚，学生素质优秀，逐渐被公认为黑龙江省内最好的中学，同时知名度也在全中国甚至亚洲部分地区迅速提高。
1995年，哈三中与哈尔滨松雷集团合作，建立哈尔滨市松雷中学。
1999年，哈三中分校——三发中学成立。
21世纪初，由于学校发展迅速，规模不断扩大，老校区的条件和环境已无法满足教学需要，于是学校决定在哈双公路附近建立现代化的新校区。新校区于2002年秋季落成并正式启用。
新校区启用后在最初的阶段供高一、高二新生使用，高三时搬回南岗校区。后改为南岗、群力两个校区在中考时分别独立招生。

## 学校活动
- 艺术节（大地彩绘）（因疫情停办，现已恢复）
- 科学节（已停办）
- 模拟联合国
- 舞蹈节（已停办）
- 二手书市
- 春季，秋季运动会（南岗校区和群力校区都会在群力体育场一起开展运动会，但经常因为下雨而取消，人们戏称因为三中学子人中龙凤，南三群三齐聚，像极了祈雨大会）
- 成人礼暨毕业仪式

## 校园媒体
- Radio 3 广播站（群力校区）
- 新媒体中心
- 《馨绿》校报
- 馨思讲堂

## 历任校长
- 王景春
- 张佩瑶
- 孙绍荣
- 颜廷超
- 李松涛
- 刘崇业
- 郭宪章
- 李泽民
- 滕健
- 沈果明
- 武敏
- 陈光敏
- 赵玉泉
- 孔玉范
- 赵文祥
- 王明伟
- 王健

## 校园环境
哈三中共拥有新、老两个校区，2008年及以前所有初中学生和高中一年级和高三年级学生在老校区，其他学生在新校区。
2008年，新老校区高中部第一年分别招生。

### 老校区
老校区位于哈尔滨市南岗区果戈里大街415号，临近哈尔滨市南岗区的商业中心和哈尔滨火车站，交通便利。校园与一曼公园和东北烈士纪念馆隔街相对，这片区域曾是当年东北抗日联军烈士赵一曼女士从事革命活动的地方。
老校区面积17650平方米，建筑面积12600平方米。有教学楼、电教实验楼、艺体楼、综合楼和后勤楼等建筑，其中历史悠久的教学楼曾是伪满第四军管区司令部，是哈尔滨市二类保护建筑。
老校区主楼为中式建筑，有12根醒目的大红柱子、翠绿色仿琉璃瓦房盖和黄色的墙体，门口有两尊威严的石狮，无不彰显出宫殿般的气派和庄严。1923年由中东铁路公司投资建设，也是哈尔滨自开埠以来，第一栋单体最大的中国传统式建筑。哈三中老校区主楼的设计师是俄国人——彼·谢·斯维列多夫。哈三中从建筑结构上看分三层，地下室一层。从建筑风格上看，外表中式，红墙绿瓦、飞檐斗拱、万字格的门窗，而里面却是欧式的，水磨石的地面，室内举架很高，空间大，学生在这里上课感觉特别舒服。现在看到的哈三中老楼是个梯形建筑，经过两期建设才完成。
哈市地方史专家刘延年说：“哈三中等一批中式古典建筑在哈尔滨的出现还要追溯到上个世纪初期。”据介绍，从1898年修建中东铁路以后，南岗、道里、香坊就被划入了中东铁路的附属地。1920年中国人收回了中东铁路附属地的主权，成立了东省特别行政区，中国古典式建筑才有机会在哈尔滨诞生。

### 新校区
新校区于2002年建成并投入使用，总投资2.5亿元人民币，位于哈双公路北段1.5公里处，远离市区尘嚣，环境优美。占地24余万平方米，建筑面积9.68万平方米。校门风格独特，宽度近50米。新校区拥有一座近3万平方米的教学实验楼，此外还设有学生公寓、食堂、学术交流中心、图书馆、艺体中心、游泳馆等相应配套设施，是中国国内一流的现代化校园。

## 教学成果
哈三中曾经连续多年保持高考升学率100%，重点大学录取率也基本保持在95%以上。在2009年高考中，黑龙江省理科前6名均为哈三中学生，前10名中有9人是哈三中学生，文科前10名中有6人是哈三中学生。但随着学校的扩招，重点大学的升学率难以达到以前的高度。
此外，哈三中每年都会有学生在数学、物理、化学、生物、信息学、英语等各级学科国家国际级竞赛中获奖。
哈三中冰球队、速度滑冰队曾是黑龙江省内的劲旅，现在篮球队、乒乓球队成绩优异。

## 知名校友
- 符保卢，1936年参加柏林奧運會撐竿跳高比赛選手，是中国奥运史上第一个进入复赛的运动员。飞虎队员。[5]2021年9月，哈三中群力校区田径场更名为：符保卢体育场。
- 孙殿卿[6]，地质学家，中国科学院院士。
- 杨永善，清华大学教授。[7]
- 杜宇新
- 关志成
- 孔庆东
- 乔杰
- 李健
- 孙玉玺
- 腾纯
- 徐国林
- 刘婉荟
- 赵为恒
- 赵希正
- 沈傲君
- 刘美麟
- 郑灿峰
- 郝建民
- 朴扬帆，外交部欧亚司参赞，俄语高級翻譯。[8]
- 曲国胜[9][10]，中国地震应急搜救中心总工程师，中国国家地震灾害紧急救援队成员。
- 马锦明[9][11]，同济大学党委副书记。
- 王芳[9][12]，中国人民大学财金学院院长助理兼财政金融学院案例中心主任。
- 朱嘉名
- 裴宪军[13]，东南大学教授，国际著名焊接及结构力学专家。

## 友好学校
- 天津市耀华中学
- 大连育明高中
- 东北育才学校

备注：包括哈三中在内的这四所学校的“四校联考”，在北方的中等教育方面颇为有名。
哈尔滨市第三中学同时为中国高中六校联盟的成员。
联盟中其他五所学校：
北京三十五中学
江苏锡山高级中学
海南中学
青海湟川中学
西北师范大学附中

## 争议
2013年7月下旬，哈三中在没有获得审批的情况下，对二级保护建筑的教学楼进行维修。2013年7月末，哈三中对学校的维修才变为合法。

## 相关参考
1. ↑  .   [2008-09-03]. （原始内容存档于2018-05-29）.
2. ↑  .   [2014-08-24]. （原始内容存档于2014-08-26）.
3. ↑  .   [2014-08-24]. （原始内容存档于2015-01-14）.
4. ↑  .   [2009-08-08]. （原始内容存档于2011-09-14）.
5. ↑  .   [2015-05-24]. （原始内容存档于2015-09-24）.
6. ↑  .   [2015-03-30]. （原始内容存档于2012-05-24）.
7. ↑  .   [2015-05-24]. （原始内容存档于2016-03-04）.
8. ↑  .   [2015-04-27]. （原始内容存档于2015-05-01）.
9. 1 2 3  .   [2015-05-24]. （原始内容存档于2015-05-24）.
10. ↑  .   [2015-05-24]. （原始内容存档于2015-05-24）.
11. ↑  .   [2015-05-24]. （原始内容存档于2015-05-24）.
12. ↑  .   [2015-05-24]. （原始内容存档于2015-05-24）.
13. ↑   https://me.seu.edu.cn/pxj/listm.htm. 缺少或|title=为空 (帮助)
14. ↑   (PDF). （原始内容 (PDF)存档于2018-08-31）.
15. ↑  .   [2014-08-27]. （原始内容存档于2015-05-01）.
16. ↑  .   [2014-01-22]. （原始内容存档于2014-02-02）.